# Roman Marciniak
Roman Czeslaw Marciniak, född 20 september 1949, är en svensk tidigare handbollsspelare (vänstersexa). Under 1970-talet spelade han 52 landskamper för Sveriges landslag. Han har polskt påbrå men växte upp i Göteborg. I det civila arbetade han som brandman.

## Karriär
Roman Marciniak startade sin elitkarriär i Redbergslids IK (RIK) 1971–1972. Han spelade 18 matcher för RIK och gjorde 34 mål denna säsong. Han spelade sedan tre säsonger för klubben men 1974 valde han Västra Frölunda IF, som hade ett starkt lag och vann allsvenskan 1975. I slutspelet förlorade laget semifinalen mot HK Drott som blev svenska mästare. Marciniak spelade ytterligare en säsong för Västra Frölunda innan han avslutade sin elitkarriär i IK Heim 1976–1978?. 

## Landslagskarriär
Roman Marciniak spelade 52 landskamper för Sveriges landslag under åren 1972–1976. Landslagsdebut den 3 december 1972 i Ludvika mot Finland med två noteringar i målprotokollet. Han spelade bara en mästerskapsturnering, VM 1974 i Östtyskland där han spelade mot Rumänien, Västtyskland, Bulgarien och Japan. På dessa fyra matcher gjorde han 2 mål. Sista landskampen gjorde han som Heimspelare den 12 oktober 1976 i Göteborg mot Polen. Han är med 52 landskamper Stor grabb (gränsen var 40 landskamper under 1970-talet). 